# دايفيد فار
دايفيد فار (بالإنجليزية: David Farr)‏ هو كاتب مسرحي وكاتب سيناريو ومخرج بريطاني، ولد في 29 أكتوبر 1969 في سري في المملكة المتحدة.

## وصلات خارجية
- دايفيد فار على موقع IMDb (الإنجليزية)
- دايفيد فار على موقع أول موفي (الإنجليزية)
- دايفيد فار على موقع قاعدة بيانات الفيلم (الإنجليزية)